# 高陽車両事務所
高陽車両事務所（コヤンしゃりょうじむしょ）は、韓国鉄道公社の車両事務所（車両基地）である。京義線の幸信駅（大韓民国高陽市）内に設置されており、主に韓国高速鉄道（KTX）を扱っている。

## 管理車両
- 100000系電車（KTX-I）
- 110000系電車（KTX-山川）